# Nicolas Kiesa
Nicolas Kiesa (født 3. marts 1978 i København) er en tidligere dansk racerkører og nuværende tv-ekspert ved Viasats Formel 1-udsendelser.

## Historie
Kiesa havde som den eneste dansker vundet et racerløb i Monaco, da han i 2003 vandt et Formel 3000-løb, indtil Frederik Vesti tog øverste podie i Formel 2 klassen i 2023.  
Kiesa har bl.a. kørt for Minardi. Han var i Formel 1 i 2003, hvor han kørte fem løb uden at score point, men fuldførte alle løb. I 2005 var han Jordans tredjekører og deltog der i træningskørsler.
I 2006 fik han debut i 24 Timers Le Mans, hvor han udgik under løbet efter 192 omgange.

## Andet
Nicolas Kiesa var sammen med Jason Watt trænere for deltagerne i 7. sæson af tv-programmet Zulu Djævleræs.
Kiesa har sammen med Mascha Vang fået datteren Hollie Nolia.